# 医誠会病院
医誠会病院（いせいかいびょういん）は、医療法人医誠会が大阪府大阪市東淀川区菅原に設置していた病院。
2023年10月に医誠会病院と城東中央病院が統合・移転し、大阪府大阪市北区南扇町にて医誠会国際総合病院として開業した。

## 概要
ホロニクスグループの拠点病院。救急告示病院に指定されており、2022年度実績では、救急搬送患者数7,903人、独歩患者数8,427人。
2023年（令和5年）10月1日に医誠会病院と城東中央病院が合併し医誠会国際総合病院が開業した。

## 診療科
(この節の出典)
- 内科
- 消化器内科
- 循環器内科
- 呼吸器内科
- 消化器外科
- 脳神経外科
- 整形外科
- 心臓血管外科
- 呼吸器外科
- 美容外科
- 形成外科
- 婦人科
- 泌尿器科
- 耳鼻咽喉科
- 皮膚科
- アレルギー科
- 眼科
- 放射線科
- 救急科
- リハビリテーション科
- 麻酔科
- 病理診断科
- 乳腺・内分泌外科
- 外科
- 放射線治療科
- リウマチ科
- 腎臓内科
- 肝臓内科
- 糖尿病内科
- 腫瘍内科

## 医療機関の認定
(この節の出典)
- 保険医療機関
- 労災保険指定病院
- 生活保護法指定病院(中国残留邦人等の円滑な帰国の促進並びに永住帰国した中国残留邦人等及び特定配偶者の自立の支援に関する法律(平成6年法律第30号)に基づく指定医療機関を含む。)
- 公害医療機関
- 身体障害者福祉法指定医の配置されている医療機関
- 原子爆弾被害者医療指定病院
- 原子爆弾被害者一般疾病医療取扱病院
- 指定自立支援病院（更生医療）
- 臨床研修病院
- 母体保護法指定医の配置されている医療機関
- 特定疾患治療研究事業委託医療機関
- DPC対象病院

## 特色
- 乳がん検診車[5]、子宮がん検診車[6]、内視鏡（胃カメラ）検診車を所有している。

## 関連人物
- 太田富雄（日本の脳神経外科医、大阪医科大学名誉教授） - 当院脳機能研究所に勤めていた。

## 交通アクセス
- 阪急京都本線「淡路駅」下車徒歩約10分[7]。
- JRおおさか東線「JR淡路駅」下車徒歩約8分[7]。
- 大阪シティバス37号・93号系統「菅原」停留所下車すぐ[7]。

## 周辺
- 大阪府道・京都府道14号大阪高槻京都線
- 大阪市立菅原小学校

## 系列病院
- 城東中央病院（大阪市城東区）
- 摂津医誠会病院（大阪府摂津市）
- 児島中央病院（岡山県倉敷市）
- 茨木医誠会病院（大阪府茨木市）
- 神崎中央病院（滋賀県東近江市）
- 東春病院（愛知県春日井市）
- 東舞鶴医誠会病院（京都府舞鶴市）
- 橿原リハビリテーション病院（奈良県橿原市）